# 6-я Донская казачья Его Величества батарея
Лейб-гвардии 6-я Донская казачья Его Величества батарея — конно-артиллерийская батарея Русской императорской армии.
Старшинство — с 6.04.1830.
Батарейный праздник — 23 апреля, День Святого Великомученика Георгия Победоносца
Масть лошадей — гнедая.

## История
6. 04. 1830 г. — из выбранных офицеров и нижних чинов Донских казачьих конно-артиллерийских легких № 1, 2 и 3 рот формируется лейб-гвардии Донская легкая конно-артиллерийская рота на правах Молодой Гвардии.
17. 08. 1875 г. — 6-я лейб-гвардии Донская казачья Его Императорского Высочества Наследника Цесаревича батарея
17. 04. 1878 г. — даны права Старой Гвардии.
2. 03. 1881 г. — лейб-гвардии 6-я Донская казачья Его Величества батарея Гвардейской конно-артиллерийской бригады
25. 04. 1895 г. — при формировании дивизионов в бригаде вошла в состав 1-го дивизиона
6. 03. 1913 г. — лейб-гвардии 6-я Донская казачья Его Величества батарея лейб-гвардии Конной артиллерии
1916 г. — при переформировании бригады в 3 дивизиона вошла в состав 3-го дивизиона и придана 3-й бригаде 1-й гвардейской кавалерийской дивизии.
Во время Первой мировой войны в батарее служили Г. П. Чеботарёв, впоследствии инженер, профессор Принстонского университета и Ф. Г. Подтёлков, впоследствии возглавивший красное восстание на Дону.
4. 03. 1917 г. — 6-я Донская казачья батарея Лейб-гвардии Конной артиллерии.
В 1918 г. возрождена в Донской армии. С декабря 1918 г. — на Северном фронте армии. После эвакуации из Крыма — в Чаталдже и на Лемносе, откуда в составе л.-гв. Казачьего дивизиона прибыла в Югославию, а с 1924 г. — во Францию (Париж).

## Участие батареи в русско-турецких войнах
1828—1829 гг. — русско-турецкая война: сражение при Куртепе.
1877—1878 гг. — русско-турецкая война: в осаде Плевны; бои под Горным Дубняком, Новочином, Филиппополем и переход через Балканы.
16.10.1877 г. — участие в занятии Телиша.
28.10.1877 г. — участие во взятии Враца.
10-11.11.1877 г. — участие в бою и взятии Правецкой укрепленной позиции.

### Первая мировая война
1914 г. Выступление в поход при Гв. Казачьей Бригаде; короткое пребывание на охране Балтийского Залива; переброска к Варшаве; стычки в районе Ново-Радомска; бои под Ловичем, Бржезинами и Иловом и в районе Лодзи и Варшавы; отход в район Ново-Минска.
1915 г.: в конце января движение походным порядком к Ломже; столкновение у Корытка; в феврале бой у р. Бобра; в апреле противовоздушная оборона в Черноцыне; в июне-сентябре операции под Вильно-Свенцяны, бои у Ганска, Ужежели, Кришени, Нугары, Буды и Солы. Действовала в Заднестровском сражении в апреле - мае 1915. Отличилась в Люблин-Холмском сражении в июле 1915 г.
1916 г.: весной сосредоточение в районе Во-лочиска; противовоздушная оборона; переброска в район Режицы; стоянка в резерве; в середине лета переброска на Стоход; у д. Наморе первая газовая атака противника; начало позиционного периода войны.
1917 г.: Продолжение позиционного состояния до конца года, когда батарея в полном составе прибывает на Дон.

## Командиры и шефы

### Командиры
- 1831 — 1848 — капитан (с 01.01.1835 подполковник) Андриянов, Алексей Иванович
- хх.хх.1848 — 26.12.1855 — полковник Кононов, Александр Михайлович
- 26.12.1855 — 07.04.1864 — подполковник (с 26.08.1856 полковник) Платонов, Евграф Иванович[5]
- 12.09.1864 — 25.04.1870 — капитан (с 04.04.1865 подполковник, с 1869 полковник) Крюков, Иван Михайлович
- 25.04.1870 — 15.05.1883 — подполковник (с 16.04.1872 полковник, с 14.08.1872 флигель-адъютант) Короченцев, Алексей Петрович
- 20.05.1883 — 04.02.1893 — полковник Варламов, Семён Николаевич
- 28.03.1893— 11.06.1895[6] — полковник Упорников, Николай Иванович
- 21.06.1895 — 01.03.1899 — полковник Михеев, Александр Степанович
- 19.04.1899 — 31.01.1901 — полковник Замчалов, Илларион Осипович
- 01.04.1901 — 26.08.1906 — полковник Пономарёв, Георгий Логгинович
- 06.12.1906 — 01.03.1910 — полковник Чеботарёв, Порфирий Григорьевич
- 22.03.1910 — 28.04.1911 — есаул (с 18.04.1910 полковник) Самсонов, Николай Матвеевич
- 08.07.1911 — 26.02.1914 — полковник великий князь Андрей Владимирович
- 25.03.1914 — 26.11.1916 — есаул (с 06.04.1914 полковник) Упорников, Анатолий Васильевич
- 07.12.1916 — хх.12.1917 — полковник Упорников, Николай Николаевич
- 1918-1920 - Коньков Иван Григорьевич

### Шефы
- 14.08.1872-21.10.1894 — Наследник Цесаревич Великий Князь Александр Александрович (Император Александр III)
- 2.11.1894-4.03.1917 — Император Николай II

## Знаки отличия
1. Серебряные трубы с надписью: «За отличие в войне с Турциею 1828 и 1829 годов». Пожалованы 20.11.1830 г..
2. Сабля казачьего и легко-кавалерийского образца времен Императрицы Екатерины Великой. Проект утверждён по предложению командира батареи великого князя Андрея Владимировича 13.08.1913 г. (пр. по в.в. № 452 от 26.08.1913 г.).

### Нагрудный знак
Утверждён 16.09.1913 г.
На знак Донской казачьей артиллерии наложена Андреевская звезда, по бокам Георгиевского креста дата: «1830», то есть год основания батареи.

## Павловская гарнизонная церковь во имя Св. Николая Чудотворца
- Престольный праздник — 6 декабря.
- Церковь зданием каменная под железной крышей, длиною 15 саженей, шириною 9 саженей 4 вершка, высотою с крестом 15 саженей. Окончена постройкой и освящена 15 августа 1902 года в присутствии Его Императорского Высочества Великого князя Михаила Александровича. Колокольня при ней каменная.

До 1902 года Павловская гарнизонная церковь помещалась в здании казарм 5-й батареи гвардейской Конно-Артиллерийской бригады, причем до 1894 года при ней не было постоянного священника, и богослужение совершалось приходскими священниками по приглашению военного начальства. До 1898 года церковь носила название «церковь 5 батареи гвардейской Конно-Артиллерийской бригады», а с 26 октября 1898 года и доныне именуется «церковью гарнизона города Павловска».
- Причт по штату положен: один священник и псаломщик.
- Прихожанами означенной церкви состоят: офицеры и нижние чины гарнизона г. Павловска, состоящего из 5-й и 6-й Л.-Гв. Донской Его Величества батарей гв. Конно-Артиллерийской бригады и гв. запасной пешей батареи.